# Дамаскус (Вірджинія)
Дамаскус (англ. Damascus) — місто (англ. town) в США, в окрузі Вашингтон штату Вірджинія. Населення — 788 осіб (2020).

## Географія
Дамаскус розташований за координатами 36°37′58″ пн. ш. 81°47′22″ зх. д. / 36.63278° пн. ш. 81.78944° зх. д. (36.632670, -81.789359).  За даними Бюро перепису населення США в 2010 році місто мало площу 2,13 км², з яких 2,06 км² — суходіл та 0,08 км² — водойми.

## Демографія
Згідно з переписом 2010 року, у місті мешкало 814 осіб у 426 домогосподарствах у складі 215 родин. Густота населення становила 382 особи/км².  Було 523 помешкання (245/км²).
Расовий склад населення:
| - 97,2 % — білих - 1,0 % — чорних або афроамериканців - 0,5 % — корінних американців - 0,5 % — азіатів |

До двох чи більше рас належало 0,9 %. Частка іспаномовних становила 1,0 % від усіх жителів.
За віковим діапазоном населення розподілялося таким чином: 15,4 % — особи молодші 18 років, 57,6 % — особи у віці 18—64 років, 27,0 % — особи у віці 65 років та старші. Медіана віку мешканця становила 49,8 року. На 100 осіб жіночої статі у місті припадало 89,7 чоловіків;  на 100 жінок у віці від 18 років та старших — 86,2 чоловіків також старших 18 років.
Середній дохід на одне домашнє господарство  становив 32 394 долари США (медіана — 23 934), а середній дохід на одну сім'ю — 46 821 долар (медіана — 35 833). За межею бідності перебувало 12,3 % осіб, у тому числі 2,7 % дітей у віці до 18 років та 19,1 % осіб у віці 65 років та старших.
Цивільне працевлаштоване населення становило 293 особи. Основні галузі зайнятості: освіта, охорона здоров'я та соціальна допомога — 24,2 %, виробництво — 20,5 %, мистецтво, розваги та відпочинок — 16,7 %.